# Thalestris rhodymeniae
Thalestris rhodymeniae är en kräftdjursart som först beskrevs av Brady 1894.  Thalestris rhodymeniae ingår i släktet Thalestris och familjen Thalestridae. Inga underarter finns listade i Catalogue of Life.